# Приходько Галина Леонідівна
Галина Леонідівна Приходько (нар. 12 травня 1968) — радянська та українська футболістка, півзахисниця.

## Життєпис
Футбольну кар'єру розпочала 1989 року в баришівській «Ниві». У 1991 році перейшла в київську «Арену». З 1995 по 1996 рік виступала за московське ЦСК ВПС. У чемпіонаті Росії зіграла 17 матчів, в яких відзначилася 2-ма голами.

## Досягнення
«Нива» (Баришівка)
- Чемпіонат СРСР
  -  Чемпіон (1): 1990

- Чемпіонат ВДФСОП
  -  Чемпіон (1): 1989

«Арена» (Київ)
- Вища ліга України
  -  Чемпіон (1): 1993
  -  Срібний призер (1): 1992

- Кубок України
  -  Володар (1): 1993
  -  Фіналіст (1): 1992

ЦСК ВПС
- Чемпіонат Росії
  -  Чемпіон (1): 1996
  -  Срібний призер (1): 1995

- Кубок чемпіонаів Співдружності
  -  Володар (1): 1996[1]